# Daniel Jelensperger
Daniel Jelensperger, né le 1er avril 1799 à Mulhouse et mort le 30 mai 1831 à Paris, est un musicologue français. 

## Biographie
Né à Mulhouse, Daniel Jelensperger a étudié avec Antoine Reicha au Conservatoire de Paris où il obtient un second prix de contrepoint et fugue en 1822. Ensuite il enseigne le contrepoint et la fugue en tant que répétiteur de Reicha de 1823 à 1830.  
En 1830, il publie son traité d'harmonie L'harmonie au commencement du dix-neuvième siècle et méthode pour l'etudier à Paris, publié en 1833 par Breitkopf & Härtel à Leipzig sous le titre Die Harmonie im Anfang des neunzehnten Jahrhunderts. Son point de vue est beaucoup plus influencé par la tradition musicale allemande représentée par Georg Joseph Vogler et Gottfried Weber que par la musique française contemporaine. 
Jelensperger est mort à Paris le 30 mai 1831.